# Escurçó pirinenc
L'escurçó pirinenc (Vipera aspis) és una espècie de serp verinosa i ovovivípar de la família dels vipèrids que viu al sud-oest d'Europa.

## Descripció
El cap, de forma triangular, es diferencia notablement del tronc.
Té el cos aplanat, amb la cua curta, cònica i acabada en punta roma.
El morro, dirigit cap amunt, s'assembla a un esclop; els ulls, de mida mitjana, tenen la pupil·la vertical.
La part superior del cap, a diferència dels colúbrids, és recoberta de petites escates poligonals, tret dels escuts supraoculars, que són ben desenvolupats. Excepcionalment es poden trobar exemplars que exhibeixen els escuts frontal i parietals. Les escates del dors són lanceolades i fortament aquillades.
El color del dors és molt variable, però normalment dominen els tons brunencs i grisencs amb taques negres. Sovintegen els exemplars amb faixes travesseres a l'esquena, les quals sovint s'ajunten i formen una ratlla vertebral en ziga-zaga, acompanyada de taques circulars als costats. A la nuca hi sol haver una taca en forma de "V" invertida alhora que una faixa travessa el musell. Les supralabials solen ésser blanques. El ventre, tret de la regió del coll, és negre.
Pot fer 70 cm de llargària en total, però generalment no passa de 60 cm.

## Subespècies
| Subespècies         | Autoritat      | Nom                       | Localització |
| ------------------- | -------------- | ------------------------- | --- |
| V. a. aspis         | Linnaeus, 1758 | Escurçó europeu           | La major part de França -llevat de les zones que voregen el Canal de la Mànega-, els Pirineus, el sud de la Selva Negra, el nord-oest d'Itàlia i l'oest de Suïssa. |
| V. a. atra          | Meisner, 1820  | Escurçó negre             | Àrees de Suïssa. |
| V. a. francisciredi | Laurenti, 1768 | Escurçó italià central    | Itàlia central. |
| V. a. hugyi         | Schinz, 1833   | Escurçó italià meridional | Itàlia meridional. |
| V. a. zinnikeri     | Kramer, 1958   | Escurçó gascó             | Gascunya, Andorra i àrees de l'Estat espanyol. |

## Costums
És de costums crepusculars, però també es pot observar de dia, assolellant-se entre el rocam o enmig de l'herbada. Normalment, a l'estiu sol ser més crepuscular que a la primavera o a la tardor, en què és pràcticament diürn. En els dies en què el cel és tapat i fa xafogor es mostra molt actiu i és fàcilment observable.
És un ofidi de moviments lents i poc agressiu; només ataca quan és molestat, cosa que sol succeir quan, de forma involuntària, hom el trepitja. La mossegada de l'escurçó pirinenc és greu, però rarament mortal si es prenen les precaucions adients.

## Alimentació

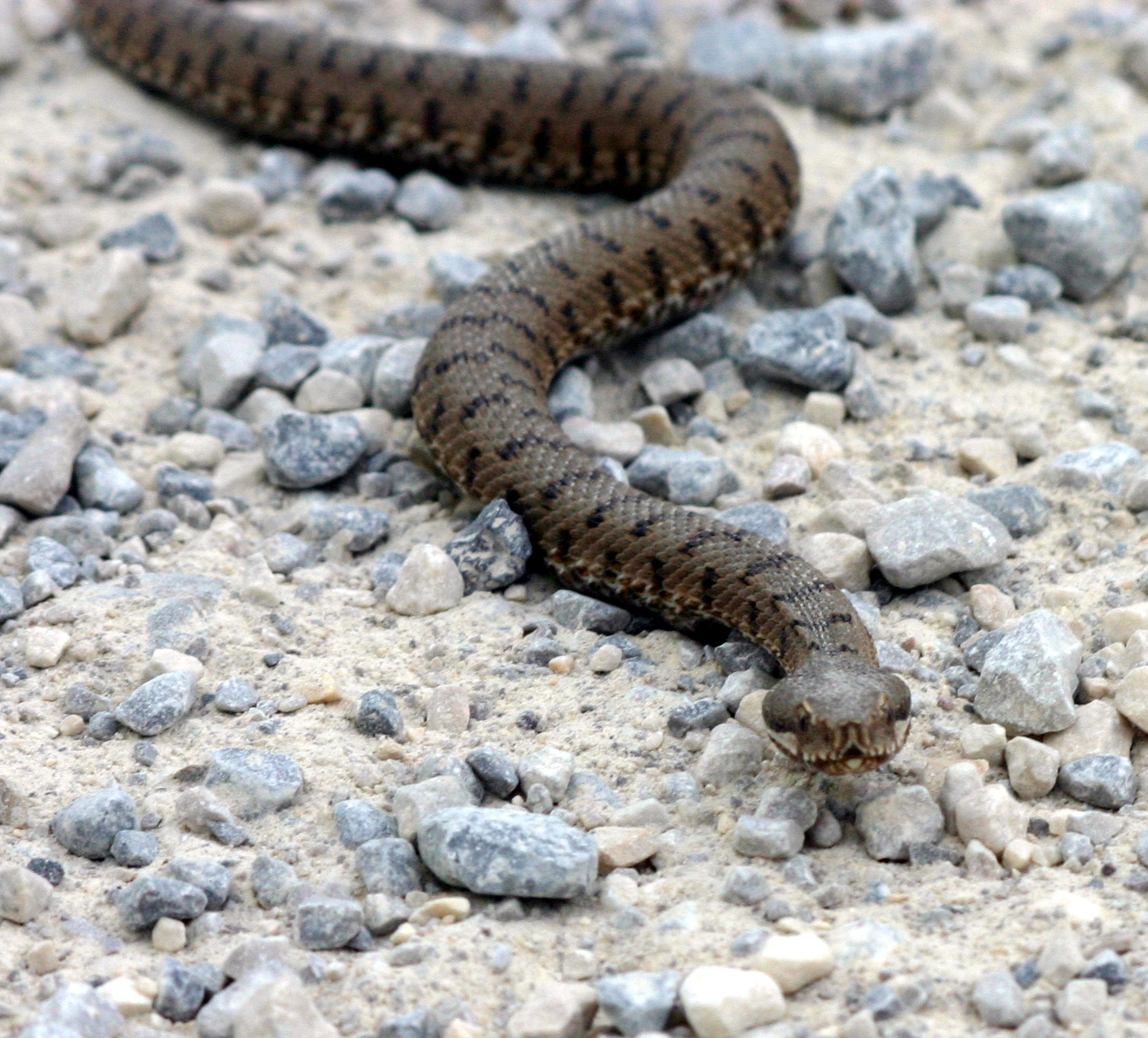
Exemplar de Vipera aspis francisciredi (Toscana, Itàlia).

Es nodreix principalment de micromamífers, però també engoleix saures i ocells.

## Reproducció
Les femelles no ponen ous, sinó que pareixen fills vius, els quals neixen embolcallats per una feble membrana, que es trenca en el moment just de l'eclosió (ovoviviparisme). Els nounats, en nombre de quatre a divuit, s'independitzen immediatament de llurs progenitors, i s'alimenten de sargantanes que capturen per mitjà del seu aparell verinós, el qual ja està perfectament format.

## Distribució geogràfica aCatalunya
Ocupa la zona septentrional catalana i és freqüent als Pirineus i Prepirineus. També ha estat localitzat al Moianès, que esdevé un dels límits de la seua expansió meridional.